# Лилиенфельд (округ)
Лилиенфельд (нем. Bezirk Lilienfeld) — округ в Австрии. Центр округа — город Лилиенфельд. Округ входит в федеральную землю Нижняя Австрия. Занимает площадь 931,55 км². Население 27 084 чел. Плотность населения 29 человек/кв.км.
Официальный код округа AT121.

## Общины
1. Аннаберг
2. Эшенау
3. Хайнфельд
4. Хоэнберг
5. Каумберг
6. Клайнцелль
7. Лилиенфельд
8. Миттербах-ам-Эрлауфзее
9. Рамзау
10. Рорбах-ан-дер-Гёльзен
11. Санкт-Эгид-ам-Нойвальде
12. Санкт-Файт-ан-дер-Гёльзен
13. Трайзен
14. Тюрниц

## Города и Общины
1. Аннаберг